# Метод кільця та кулі

Масштабне зображення експериментальної процедури. Ліворуч — початок; праворуч — кінець.

Метод «Кільце і Куля» — метод визначення температури розм'якшення нафтових бітумів по кільцю та кулі. Сутність методу полягає у визначенні температури, при якій бітум, що знаходиться в кільці заданих розмірів, в умовах випробування розм'якшується і, переміщаючись під дією сталевої кульки, доторкнеться нижньої пластинки — в цей момент фіксується температура розм'якшення. Метод є важливим визначення фізико-хімічних властивостей марок бітумів.
Кільце-кульковий апарат використовується для визначення температури розм'якшення бітуму, воску, LDPE, гранул суміші HDPE/PP, каніфолі та твердих вуглеводневих смол. Апарат був вперше розроблений у 1910-х роках, коли ASTM International прийняла метод випробувань у 1916 році. Цей прилад ідеально підходить для матеріалів з температурою розм'якшення в діапазоні від 30 °C до 157 °C.